# Степпезавр
Степпезавр (Steppesaurus gurleyi) — пеликозавр неясного систематического положения, вероятнее всего, сфенакодонт. Происходит из «среднепермских» отложений (свита Флоуэр-пот, кунгурская эпоха) Техаса. Описан Э. Олсоном и Дж. Бирбауэром в 1953 году по фрагментарным остаткам. Согласно описанию Олсона: «Максиллярные зубы длинные, очень сильно сжаты с боков, с пильчатым передним и задним краями. Лингвальные поверхности коронок слабо вогнутые. Впереди первого зуба челюстной кости имеется хорошо развитый уступ челюстного края. Зубы постепенно уменьшаются спереди назад. Нижняя челюсть слабая, с рядом сильно уплощённых латерально зубов. Замещение щёчных зубов одновременное; замещающие зубы чередуются с альвеолами зубов предшествующей генерации». Размеры крупные — длина челюсти до 59 см, морда длинная, чем напоминает эотитанозухий. Олсон первоначально указывал на наличие у этого рода удлинённых остистых отростков, как у диметродона, хотя в голотип входят только максилла, часть нижней челюсти и разрозненные зубы. Позвонки, как позже выяснилось, принадлежали Dimetrodon angelensis.

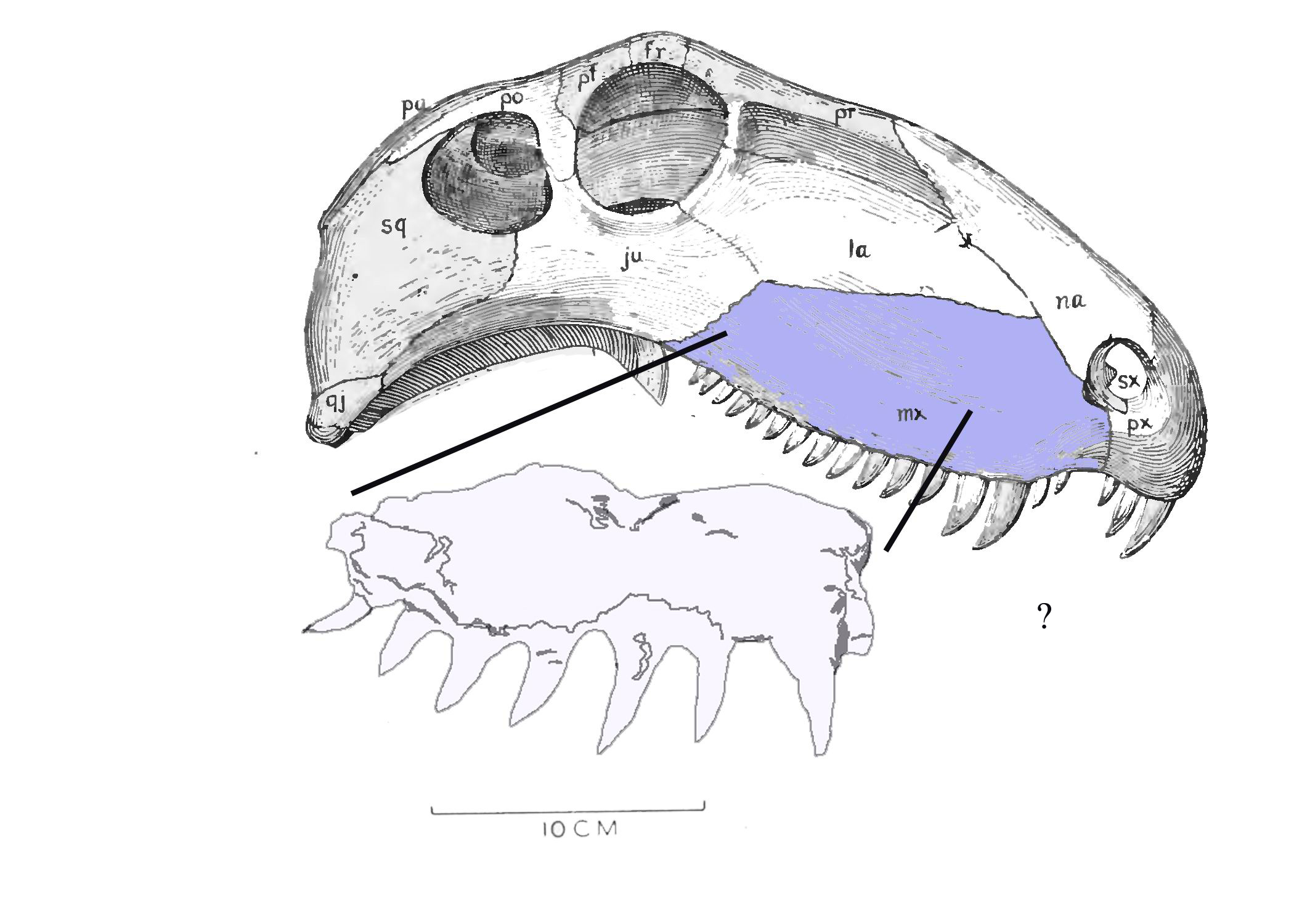
Прорисовка куска максиллы степпезавра с черепом сфенакодона для сравнения

В 1962 году Э. Олсон предположил, что степпезавр принадлежит к примитивным терапсидам. Переизучение материалов другими исследователями в 1986 и 1995 годах показало, что степпезавр и прочие «эотериодонты» Олсона — в действительности пеликозавры. Обычно пишут, что все описанные Олсоном терапсиды в реальности основаны на фрагментарных остатках казеид. В частности, считавшийся близкородственным степпезавру ноксозавр (Knoxosaurus niteckii) в настоящее время фигурирует в списках казеид. Тем не менее, степпезавр остается в списках сфенакодонтов. Не вполне понятно, существовал ли степпезавр как отдельный род или это просто неверно описанные остатки крупного диметродона — например, Dimetrodon angelensis, жившего примерно в ту же эпоху в тех же местах. Отличие степпезавра от других сфенакодонтов, указанное Олсоном — необычный характер смены зубов (Олсон писал, что степпезавр «не имеет никакого сходства с диметродоном»). Не ясно, может ли такой характер смены зубов соответствовать, например, казеидам, но по размерам челюстей степпезавр превосходит любых, даже самых крупных казеид. Судя по фотографии из работы Э. Олсона, максилла степпезавра собрана из осколков и включает большое количество гипса. С другой стороны, присутствие в этих же отложениях крупного вида диметродона исключает возможность наличия второго сфенакодонта таких же размеров, хотя степпезавр, по-видимому, характерен для более поздних горизонтов свиты Флоуэр-пот. Степпезавр остается загадкой палеонтологии до появления новых находок.